# José Clemente de Baviera
José Clemente de Baviera (em alemão:  Joseph Clemens Kajetan von Bayern) (Munique, 5 de dezembro de 1671 – Bona, 12 de novembro de 1723) foi um membro da Casa de Wittelsbach, dinastia que governava a Baviera, e Arcebispo-Eleitor de Colónia de 1688 a 1723.

## Biografia
Como terceiro filho de Fernando Maria, Príncipe-Eleitor da Baviera e de sua mulher, Henriqueta Adelaide de Saboia, José Clemente foi destinado por seus pais à vida eclesiástica. Em 1688, tornou-se Arcebispo de Colónia, onde sucedeu após a morte de seu primo, Maximiliano Henrique de Baviera, por nomeação do Papa Inocêncio XI.
A sua nomeação como Arcebispo-Eleitor de Colónia, em detrimento do candidato francês, apresentado por Luís XIV, fez com que o rei francês retaliasse e ocupasse o território de Avinhão, sendo também uma das causas para a Guerra dos Nove Anos.
Mais tarde serviu também como Príncipe-Bispo de Liège, de Ratisbona, de Frisinga e de Hildesheim.

### Proposta de Casamento
Ele foi proposto como noivo de Isabel Carlota de Orleães, Mademoiselle de Chartres e filha única de Filipe I, Duque de Orleães (irmão de Luís XIV) e da sua segunda mulher Isabel Carlota do Palatinado. A irmã de José Clemente, Maria Ana Vitória, tinha já casado com o primo de Isabel Carlota (le Grand Dauphin). Isabel Carlota recusou e mais tarde veio a casar com Leopoldo, Duque de Lorena.

### Guerra da Sucessão de Espanha
Tal como seu irmão, Maximiliano II Emanuel, Eleitor da Baviera, José Clemente aliou-se à França durante a Guerra da Sucessão de Espanha e foi forçado a retirar-se da sua residência de Bona em 1702 e a procurar refúgio na corte francesa. José Clemente foi banido do Sacro Império e privado dos seus territórios em 1706.
A Guerra entre a França e o Império terminou, finalmente, em 1714 com o Tratado de Baden, que restaurou José Clemente em Colónia e o seu irmão na Baviera.
José Clemente morreu em Bona em 1723, sendo sepultado na Catedral de Colónia, sendo sucedido no Eleitorado de Colónia por seu sobrinho Clemente Augusto da Baviera.
| José Clemente de Baviera Casa de WittelsbachNascimento: 5 de dezembro 1671 em Munique Morte: 12 de novembro 1723 em Bona |                                                              |                                                                     |
| Realeza Alemã |                                                              |                                                                     |
| Títulos da Igreja Católica                                                                                               |                                                              |                                                                     |
| Títulos de nobreza |                                                              |                                                                     |
| Precedido por: Alberto Sigismundo de Baviera                                                                             | Príncipe-Bispo de Frisinga 1685–1694                         | Sucedido por: João Francisco von Eckher von Kapfing und Liechteneck |
| Precedido por: Alberto Sigismundo de Baviera                                                                             | Príncipe-Bispo de Ratisbona 1685–1694                        | Sucedido por: Clemente Augusto da Baviera                           |
| Precedido por: Maximiliano Henrique de Baviera                                                                           | Arcebispo-Eleitor de Colónia e Duque da Vestefália 1688–1723 | Sucedido por: Clemente Augusto da Baviera                           |
| Precedido por: Jobst Edmund von Brabeck                                                                                  | Príncipe-Bispo de Hildesheim 1702–1723                       | Sucedido por: Clemente Augusto da Baviera                           |
| Precedido por: João Luís de Elderen                                                                                      | Príncipe-Bispo de Liège 1694–1723                            | Sucedido por: Jorge Luís de Berghes                                 |